# Cyberspazio
Il cyberspazio o, meno comunemente, ciberspazio (nella prima grafia, AFI: [ʧibersˈpaʦʦjo] o [saibersˈpaʦʦjo]; sul modello dell'inglese cyberspace), è il dominio caratterizzato dall'uso dell'elettronica e dello spettro elettromagnetico per immagazzinare, modificare e scambiare informazioni attraverso le reti informatiche e le loro infrastrutture fisiche. È visto come la dimensione immateriale che mette in comunicazione i computer di tutto il mondo in un'unica rete che permette agli utenti di interagire tra loro, ossia come lo «"spazio concettuale" dove le persone interagiscono usando tecnologie per la comunicazione mediata dal computer (computer mediated communication, CMC)». Il termine oggi è comunemente utilizzato per riferirsi al "mondo di Internet" in senso generale.
Il termine (una parola macedonia composta da cibernetica e spazio) compare nella prima metà degli anni ottanta nella fantascienza cyberpunk di William Gibson, dove il ciberspazio comprende vari tipi di realtà virtuale, condivisa da utenti profondamente immersi in tali dimensioni, o da entità che sussistono all'interno dei sistemi informatici.

## Origine del termine
Il termine cyberspace (ciberspazio) fu coniato da William Gibson, scrittore canadese esponente di punta del filone cyberpunk, per il suo racconto La notte che bruciammo Chrome (Burning Chrome), pubblicato nel 1982 sulla rivista Omni e fu in seguito reso noto dal suo romanzo Neuromante (Neuromancer, 1984), nel quale è così descritto:
(Neuromante)
Gibson più tardi commentò l'origine del termine nel documentario del 1996 No Maps for These Territories:
Gibson coniò anche il termine meatspace (spazio della carne) per indicare il mondo fisico, contrapposto al ciberspazio.
Il suo romanzo Count Zero è stato tradotto in italiano con il titolo Giù nel ciberspazio.

## Estensione metaforica
Il termine ciberspazio iniziò a divenire de facto sinonimo di Internet e in seguito di World Wide Web durante gli anni novanta, specialmente nei circoli accademici e nelle comunità di attivisti. Lo scrittore e giornalista Bruce Sterling, che rese popolare questo significato, accreditò John Perry Barlow per essere stato il primo ad usare questo termine per riferirsi al "nesso attuale tra il computer e i network delle telecomunicazioni". Barlow lo descrive così per annunciare la formazione dell'EFF o Electronic Frontier Foundation (da notare la metafora spaziale) nel giugno del 1990:
Se sia un singolo trillo telefonico o milioni, essi sono tutti connessi fra di loro. Collettivamente, formano ciò che gli abitanti della città virtuale chiamano la Rete. Essa si estende attraverso l'immensa regione dello stato di elettroni, microonde, campi magnetici, luci intermittenti che lo scrittore di fantascienza William Gibson battezzò Ciberspazio.»
(John Perry Barlow, Crime and Puzzlement)
Mentre Barlow e l'EFF continuarono nei loro sforzi pubblici per promuovere l'idea dei "diritti digitali", il termine fu sempre più utilizzato durante il boom di Internet alla fine degli anni novanta.
Sebbene il ciberspazio non debba essere confuso con la rete Internet vera e propria, il termine è spesso usato per riferirsi ad oggetti ed identità che esistono ampiamente all'interno della stessa comunicazione dei network, cosicché un sito web, per esempio, si potrebbe dire metaforicamente che "esiste nel ciberspazio". Secondo questa interpretazione, gli eventi che hanno luogo su Internet non sono in atto nei paesi dove si trovano fisicamente i partecipanti o i server, ma "nel ciberspazio".
(Bruce Sterling, introduzione al libro Giro di vite contro gli hacker (The Hacker Crackdown))
Lo "spazio" nel ciberspazio ha più in comune con l'astratto significato matematico del termine (vedasi Spazio (matematica)) che con lo spazio fisico. Non possiede il dualismo del volume positivo e negativo (mentre nel mondo fisico, ad esempio una stanza possiede il volume negativo dello spazio utile delineato dal volume positivo dei muri, gli utenti di Internet non possono entrare nello schermo ed esplorare la parte sconosciuta della rete come estensione dello spazio nel quale essi si trovano), ma il significato spaziale può essere attribuito alla relazione tra le differenti pagine (dei libri così come dei webserver), considerando le pagine non girate come presenti da qualche parte "là fuori." Il concetto di ciberspazio quindi si riferisce non al contenuto presentato al navigatore, ma piuttosto alla possibilità di navigare tra differenti siti, tramite i cicli di feedback tra l'utente ed il resto del sistema che crea così il potenziale di incontrare sempre qualcosa di inatteso e sconosciuto.
I videogiochi differiscono dalla comunicazione basata sul testo per il fatto che le immagini sullo schermo sono interpretate come figure che occupano realmente uno spazio, con l'animazione che mostra i movimenti di queste figure. Le immagini si suppone che formino il volume positivo che delinea lo spazio vuoto. Un gioco online può adottare la metafora del ciberspazio impegnando molti giocatori nel gioco stesso, e poi rappresentandoli figurativamente sullo schermo come avatar. I giochi non fermano necessariamente al livello dell'avatar del giocatore: le attuali applicazioni che mirano ad una maggiore Immersione nello spazio del gioco (es. Laser tag) prendono la forma di realtà aumentata piuttosto che di ciberspazio, restando ancora impraticabile immergersi totalmente nella realtà virtuale.

Alcune comunità virtuali si riferiscono esplicitamente al concetto di ciberspazio: ad esempio il Linden Lab chiama i suoi clienti "Residenti" di Second Life, mentre tutte queste comunità possono essere posizionate "nel ciberspazio" per compiti illustrativi e comparativi (come fece Sterling nel libro Giro di vite contro gli hacker e molti giornalisti dopo di lui), integrando la metafora con una più ampia cyber-cultura.
La metafora è stata utile per aiutare una nuova generazione di maestri di pensiero a ragionare attraverso nuove strategie militari nel mondo, condotti largamente dal Dipartimento della difesa degli Stati Uniti (US Department of Defense, DoD). L'uso del ciberspazio come metafora ha avuto limitazioni proprie, tuttavia, specialmente nelle aree dove la metafora si confonde con le infrastrutture fisiche.

## Realtà alternative in filosofia e arte

### Prima dei computer
Prima che il ciberspazio divenisse una possibilità tecnologica, molti filosofi suggerirono la possibilità dell'esistenza di una realtà "virtuale" simile al ciberspazio. Nella Repubblica, Platone precisa la sua allegoria della caverna, ampiamente citata come una delle prime realtà concettuali. Egli suggerisce che noi siamo già in una forma di realtà "virtuale" della quale siamo illusi nel pensare che sia vera. La vera realtà per Platone è accessibile soltanto attraverso l'allenamento mentale ed è la realtà delle forme. Queste idee sono centrali nel platonismo e neoplatonismo.
Un altro precursore delle idee moderne del ciberspazio è Cartesio, nel suo pensiero che il popolo sia ingannato da un demone malefico che lo nutre con una falsa realtà. Questo argomento è il diretto predecessore delle moderne concezioni del cervello in una vasca (brain in a vat) e molte concezioni popolari del ciberspazio prendono ispirazione dalle idee di Cartesio.
Le arti visive hanno una tradizione, che parte dai pittori greci Zeusi e Parrasio, di artefatti intesi come trompe-l'œil che possono essere confusi con la realtà. Questo interrogarsi sulla realtà occasionalmente portò alcuni filosofi e (specialmente) teologi a screditare l'arte come ingannatrice del popolo in quanto fa entrare in un mondo che non è reale (posizione a volte sfociata nell'aniconismo). La sfida artistica risorse tramite una crescente ambizione di verosimiglianza e l'arte divenne sempre più realistica con l'invenzione della fotografia, del cinema (come nel caso de L'arrivo di un treno alla stazione di La Ciotat) ed infine alle simulazioni immersive al computer.

### Influenza del computer

#### Filosofia
Gli esponenti americani della controcultura come William S. Burroughs (la cui influenza letteraria su Gibson ed il cyberpunk in generale è ampiamente conosciuta) e Timothy Leary furono tra i primi ad esaltare il potenziale dei computer e delle reti di computer per il rafforzamento dell'individuo.
Alcuni filosofi e scienziati contemporanei (ad es. David Deutsch nel suo La trama della realtà (The Fabric of Reality, 1997) impiegano la realtà virtuale in vari esperimenti di pensiero. Per esempio Philip Zhai in Get Real: A Philosophical Adventure in Virtual Reality (Divieni reale: un'avventura filosofica nella realtà virtuale) connette il ciberspazio alla tradizione platonica:
Notare che questo argomento del cervello in una vasca fa confluire il ciberspazio nella realtà, mentre la descrizione più comune del ciberspazio contrasta con la "vita reale".

#### Arte
Essendosi originato attraverso gli scrittori, il concetto di ciberspazio rimane molto popolare nella letteratura e nella cinematografia. Sebbene artisti che lavorano nei media abbiano espresso interesse riguardo al concetto di "ciberspazio" nell'arte moderna esso è principalmente usato come sinonimo di "realtà virtuale" e rimane per lo più molto discusso e poco messo in atto.

#### Malattie del ciberspazio
La cosiddetta dipendenza da internet o cyberspace addiction, è una forma di dipendenza dall'esperienza virtuale resa possibile dall'ingegneria telematica.

## Esempi nella cultura di massa

### Cinema
- Nel film Johnny Mnemonic (Johnny Mnemonic, 1995), la matrice viene riprodotta con l'idea che ha Gibson, ovvero tramite enormi città dalle forme poligonali collegate da infiniti spazi.
- Nel film Tron (1982), un programmatore è trasferito fisicamente nel mondo del programma, dove i programmi sono personalità somiglianti ai loro creatori.
- Nel film Nirvana (Gabriele Salvatores, 1997) si fa un'enorme quantità di riferimenti al ciberspazio, riferimenti che si capiscono soltanto alla fine, quando compare la scritta "Naima is on-line" scritta che fa capire che l'intera vita di Jimi (il protagonista) non è altro che un videogioco

### Fumetto e animazione
- Nell'universo fantascientifico di Ghost in the Shell, vi è un'estrapolazione di Internet (chiamata "The Net") alla quale una grande sezione della società può essere in grado di accedere. L'interfaccia va da una gamma semplicemente visiva (attraverso schermi convenzionali ed impianti) ad una immersione totale sensoriale per via connessione neuronale, dove (come nel ciberspazio di William Gibson) I dati vengono mostrati come costruzioni visive tipo oggetti che presentano server o base dati, con raffigurazione grafica di meccanismi di sicurezza e magazzini dell'informazione. Per entrare e viaggiare nella rete si dice "net diving", che è un'attività che potenzialmente può essere fisicamente pericolosa.
- Nel cartoon Cyberchase, l'azione ha luogo nel ciberspazio, che è guidato dal comandante benevolo, Motherboard. Esso è usato come concetto per permettere alla trama di aver luogo nei mondi virtuali -- "Cybersites" – rispetto ad ogni tema e dove specifici concetti matematici possono essere esplorati.
- L'anime Digimon ha luogo in un tipo variabile di ciberspazio concetto chiamato il "Mondo Digitale". Il mondo digitale è un universo parallelo costruito di dati provenienti da Internet. Simile al ciberspazio, tranne per il fatto che la gente può fisicamente entrare in questo mondo anziché limitarsi ad usare un computer.
- Nelle serie EXE di MegaMan, c'è un posto dove programmi di I.A. chiamati NetNavis possono "collegare" al ciberspazio da praticamente ogni applicativo elettrico.
- Nella serie giapponese di anime Serial Experiments Lain, Il personaggio principale inizia a imparare una nuova dimensione della realtà che ha luogo nel ciberspazio.
- Su Irregular Webcomic! il tema dello spazio spinge I personaggi ad andare frequentemente nel ciberspazio.
- L'episodio Soldato elettrico Porygon della serie anime Pokémon, famoso per aver causato numerosi casi di epilessia in Giappone (a causa di sequenze che alternavano rapidamente colori intensi), si svolge per la gran parte nel ciberspazio. Esso è infatti il luogo in cui vive il Pokémon Porygon, protagonista dell'episodio.

### Videogiochi
- Nel videogioco System Shock, il giocatore può usare un impianto neuronale per "jack in" nei terminali del ciberspazio, dove si possono prendere dati, lottare contro programmi di sicurezza e compiere certi atti nel mondo reale, come aprire le porte.
- Nelle serie di videogiochi Xenosaga per la PlayStation 2, c'è una realtà virtuale chiamata U.M. N. ("Unus mundus network") che usa l'inconscio collettivo umano come una rete di ciberspazio interstellare. È simile a matrix menzionato sopra, ma anche facilita il viaggio nell'iperspazio con navicella e può creare una rappresentazione della memoria umana nella realtà virtuale..
- In Shadow the Hedgehog, sono presenti due livelli a tema ciberspazio: Digital Circuit e Mad Matrix.
- Nel gioco per Game Boy Advance Sonic Advance 3, la sesta zona Cyber Track ha luogo nel ciberspazio.
- In Kingdom Hearts Coded e nel suo remake per Nintendo DS gran parte dell'avventura avviene nel ciberspazio.
- Nel videogioco Pokémon, secondo le descrizioni del Pokédex, il Pokémon Porygon può muoversi liberamente nel ciberspazio, così come le sue evoluzioni Porygon2 e Porygon-Z.